# سيوين (دهسرد)
سیوین (بالفارسية: سیوین) هي قرية تقع في إيران في قسم دهسرد الريفي. يقدر عدد سكانها بـ 98 نسمة بحسب إحصاء 2016.